# Terry Jacks
Terry Jacks (nacido Terrence Ross Jacks, Winnipeg, Manitoba, 29 de marzo de 1944) es un cantante, compositor y productor canadiense, conocido por su éxito de 1974 "Seasons In The Sun".

## Carrera
Terry creció dentro del movimiento hippie, y siendo adolescente viajó a la costa oeste en donde se dedicó a ser guitarrista y cantante del grupo The Chessmen de Vancouver. El grupo tuvo algún éxito antes de separarse, después de lo cual Jacks se une a Susan Pesklevits. Jacks compone, arregla y produce su material y Pesklevits colabora con la voz principal. El dúo se dedica a tocar en clubes nocturnos, hasta que unen a un guitarrista y un baterista para formar The Poppy Family.
Jacks y Pesklevits se casaron, apenas sobrevivían con la música hasta que en 1969 llegaron a listas nacionales  con el álbum Which Way You Goin' Billy? que generó un sencillo del mismo nombre que llegó al número 1 en Canadá y al 2 en listas de Billboard de Estados Unidos, vendiendo más de 3 millones de copias.  El sencillo ganó un premio Juno , Jacks ganó dos Junos por mejor productor de sencillo y de álbum y The Poppy Family ganó el Juno al mejor grupo. Posteriormente el grupo lanzó el sencillo Poppy Seeds sin llegar al nivel de su éxito inicial, sin embargo consiguieron otros dos sencillos de éxito "That's Where I Went Wrong" (n.º 29, 1970) y "Where Evil Grows" (n.º 45, 1971), misma que se usó para una escena del largometraje "Sonic, la Película" (2020). Posteriormente el grupo se disolvió, al igual que el matrimonio no sin antes haber grabado otros dos álbumes antes de su fin oficial en 1973.
Susan lanzó su álbum en solitario "I Thought Of You Again" al igual que Terry con el álbum "Season's In The Sun".  Susan y Terry habían trabajado con The Beach Boys para grabar la canción "Seasons In The Sun" pero el proyecto nunca se materializó y por ello Jacks decidió grabarla en 1973 en su propio sello disquero. La canción se convirtió en el sencillo más vendido de la historia de Canadá y le reportó a Jacks tres premios Juno. En Estados Unidos llegó al número 1 en 1974. Jacks lanzó otros dos sencillos "If you go away" (una versión en inglés de la canción de Jacques Brel "Ne me quitte pas") y "Rock & Roll (I Gave You The Best Years Of My Life)" que fracasaron en el intento de llegar a listas.
Posteriormente Jacks se dedicó a escribir canciones y producir a otros artistas canadienses y se involucró con movimientos ecologistas y ambientalistas enfocándose en temas de contaminación en Canadá y Estados Unidos. 
Se casó y separó por segunda vez y tiene una hija llamada Holly. En 1996 Jacks lanzó el álbum A Good Thing Lost 1968-1973 que era un recopilatorio de canciones de The Poppy Family. Actualmente vive en  Pender Harbour, Columbia Británica y sigue activo tanto con la música como con los movimientos ambientalistas.

## Discografía

### Álbumes
- Seasons In The Sun (1999)

### Sencillos
|     | Año  | Título                                                                 | Billboard Hot 100 | UK Singles Chart |
| --- | ---- | ---------------------------------------------------------------------- | ----------------- | ---------------- |
| Feb | 1974 | "Seasons in the Sun" / "Put the Bone In"                               | #1                | #1               |
| Jun | 1974 | "If You Go Away" / "Me and You"                                        | –                 | #8               |
| Sep | 1974 | "Rock & Roll (I Gave You the Best Years of My Life)" / "The Love Game" | –                 | –                |